# Charles Gardou
Charles Gardou, né en 1953, est un anthropologue, pédagogue et professeur des universités français, spécialisé dans les questions relatives au handicap, en particulier dans les analyses culturelles du rapport des sociétés avec les personnes handicapées. 

## Biographie
Instituteur, directeur d'école, professeur de lettres, formateur et chef d'établissement du secondaire, Charles Gardou est élu maître de conférences en 1988 à l'Université Lumière - Lyon 2, puis promu professeur des universités en 1994. Il a été responsable du département des sciences de l'éducation et présidé la commission de spécialistes de la 70e section du CNU.
Il initie en 1995 le collectif de recherche « Situations de handicap, éducation, société » (CRHES), dont Michel Serres accepte la présidence d'honneur, en lien avec le laboratoire de recherche sur les situations de handicap, l'éducation et le travail social (LAREHA) prédécesseur du DIPHE (développement, individu, processus, handicap, éducation).
Il est directeur de l'Institut des sciences et pratiques d'éducation et de formation (ISPEF) de 2003 à 2018.
Dans son ouvrage Handicap, une encyclopédie des savoirs : Des obscurantismes à de Nouvelles Lumières (2015), il propose quatre actions en faveur d'une société inclusive : un serment éthique pour un engagement de tous les acteurs éducatifs, une obligation formative pour une évolution des cultures professionnelles, des entretiens scientifiques pour une actualisation des savoirs, enfin la création d'un Haut conseil national de la politique du handicap.
Dans une interview au quotidien Le Monde, en décembre 2019, il estime que le retard de la France en matière de handicap s'explique par un rapport culturel qui tend à réduire les personnes handicapées à des nécessiteux.
Invité sur France Culture en février 2020, il souligne quelques avancées pour les droits des personnes handicapées, en particulier l'octroi de droits à vie pour les personnes dont le handicap n'est pas susceptible d'une évolution favorable, mais déplore la surcharge des maisons départementales des personnes handicapées, et la mauvaise préparation des acteurs de la scolarisation des personnes handicapées.

## Publications

### Ouvrages
- La fragilité de source. Ce qu'elle dit des affaires humaines, 2022, Eres
- La société inclusive, parlons-en ! Il n'y a pas de vie minuscule, réédition 2021 (1ère édition 2012), Eres
- Fragments sur le handicap et la vulnérabilité. Pour une révolution de la pensée et de l'action, réed. 2021 (1ère éd. 2013), Eres
- Handicap, une encyclopédie des savoirs : Des obscurantismes à de Nouvelles Lumières, 2014, Eres
- Pascal, Frida Kahlo et les autres… Ou quand la vulnérabilité devient force, 2014, Eres
- Le handicap par ceux qui le vivent, 2009, Eres
- Au nom de la fragilité. Des mots d'écrivains, 2009, Eres
- Désinsulariser le handicap, Quelles ruptures pour quelles mutations culturelles ? (avec Denis Poizat), 2007, Eres
- La création à fleur de peau. Art, culture, handicap (avec Emmanuelle Saucourt), 2005, Eres
- Connaître le handicap, reconnaître la personne, 1999, Eres
- La gestion mentale en questions, 1995, Eres
- Handicaps, handicapés. Le regard interrogé, 1991, Eres

#### Séries des ouvrages

##### Variations anthropologiques
- (dir.) Le handicap au risque des cultures. Variations anthropologiques, Vol.1, 2010, Eres
- (dir.) Le handicap dans notre imaginaire culturel. Variations anthropologiques, Vol.2, 2015, Eres
- (dir.) Le handicap et ses empreintes culturelles. Variations anthropologiques, Vol.3, 2017, Eres

##### Le handicap en visages
- (dir.) Naître ou devenir handicapé. Le handicap en visages, Vol. 1, 1996, Eres
- (dir.) Parents d'enfant handicapé, Le handicap en visages, Vol.2, réed. 2012 (1ère éd.1996), Eres
- (dir.) Frères et sœurs de personnes handicapées, Le handicap en visages, Vol.3, réed. 2012 (1ère éd.1997), Eres
- (dir.) Professionnels auprès des personnes handicapées, Vol.4, réed. 2010 (1ère éd.1997), Eres

#### Ouvrages en tant que co-auteur
- Un enfant est né, différent. Revue trimestrielle Spirale n°103, paru le 26 janvier 2023, Eres
- Politiques inclusives. Revue trimestrielle Empan - Prendre la mesure de l'humain, paru le 4 juin 2020, Eres
- A la frontière du soin. Psychiatrie, précarité et lien social. Revue trimestrielle Empan - Prendre la mesure de l'humain, paru le 20 août 2015, Eres

- Corps à coeur, Intimité, amour, sexualité et handicap, sous la direction de Yves Jeanne, 2014, Eres

- La famille : ressource ou handicap ? Sous la direction de Daniel Coum, 2013, Eres
- Psychopathologie et handicap de l'enfant et de l'adolescent. Sous la direction de Jean-Philippe Raynaud et de Régine Scelles, 2013, Eres
- La langue : enjeu de pouvoir ou désir de création ? Revue trimestrielle Empan - Prendre la mesure de l'humain, paru le 7 février 2013, Eres
- L'annonce du handicap autour de la naissance en douze questions. Sous la direction de Patrick Ben Soussan, 2013, Eres
- Des innovations sociales par et pour les personnes en situation de handicap. Sous la direction d'Ève Gardien, 2012, Eres
- Être parent d'un adulte en situation de handicap. Marielle Lachenal, 2023, Eres
- La société inclusive, jusqu'où aller ? Pierre Suc-Mella, 2020, Eres
- Cliniques du sujet handicapé. Sous la direction d'Albert Ciccone, Simone Korff-Sausse, Sylvain Missonnier, Roger Salbreux et Régine Scelles, 2013, Eres

### Revues
- Faire culture commune. (avec Yves Jeanne) Revue trimestrielle des situations de handicap, de l'éducation et des sociétés "Reliance", n°27, paru le 12 juin 2008, Eres
- La vulnérabilité en images. (avec Mouloud Boukala) Revue trimestrielle des situations de handicap, de l'éducation et des sociétés "Reliance", n°25, paru le 15 novembre 2007, Eres

### Chez d'autres éditeurs
- A sociedade inclusiva : falemos dela ! Não há vida minúscula, Belo Horizonte/Brasil, Fino Traço Editora, 2019
- Inclusione, Culture e Disabilità. La ricerca della pedagogia speciale tra internazionalizzazione e interdisciplinarità : uno sguardo ai cinque continente (avec De Anna L. & Covelli, A), Trento/ Italia, Edizione Erickson, 2018
- Nessuna vita è minuscola. Per una societa’ inclusiva, Milano/Italia,  Edizione Mondadori, 2015
- Pascal, Frida Kahlo et les autres... Ou quand la vulnérabilité devient force, Séoul / Corée du Sud, 2015
- Handicap, le temps des engagements (avec Julia Kristeva), PUF, 2007
- Diversità, vulnerabilità e handicap. Per una nuova cultura della disabilità, Milano/Italia,  Edizione Mondadori, 2006